# Eccidio di malga Silvagno
L'eccidio di malga Silvagno fu un regolamento di conti compiuto all'interno delle organizzazioni partigiane avvenuto durante la seconda guerra mondiale sull'altopiano dei Sette Comuni (provincia di Vicenza). Alcuni partigiani di area "badogliana" (o "bianchi") di stanza a Fontanelle di Conco soppressero 4 partigiani di area comunista "garibaldina" (o "rossi")  il 30 dicembre 1943. Due delle vittime furono uccise a malga Silvagno, le altre due a Sud della malga, in val Biancoia.

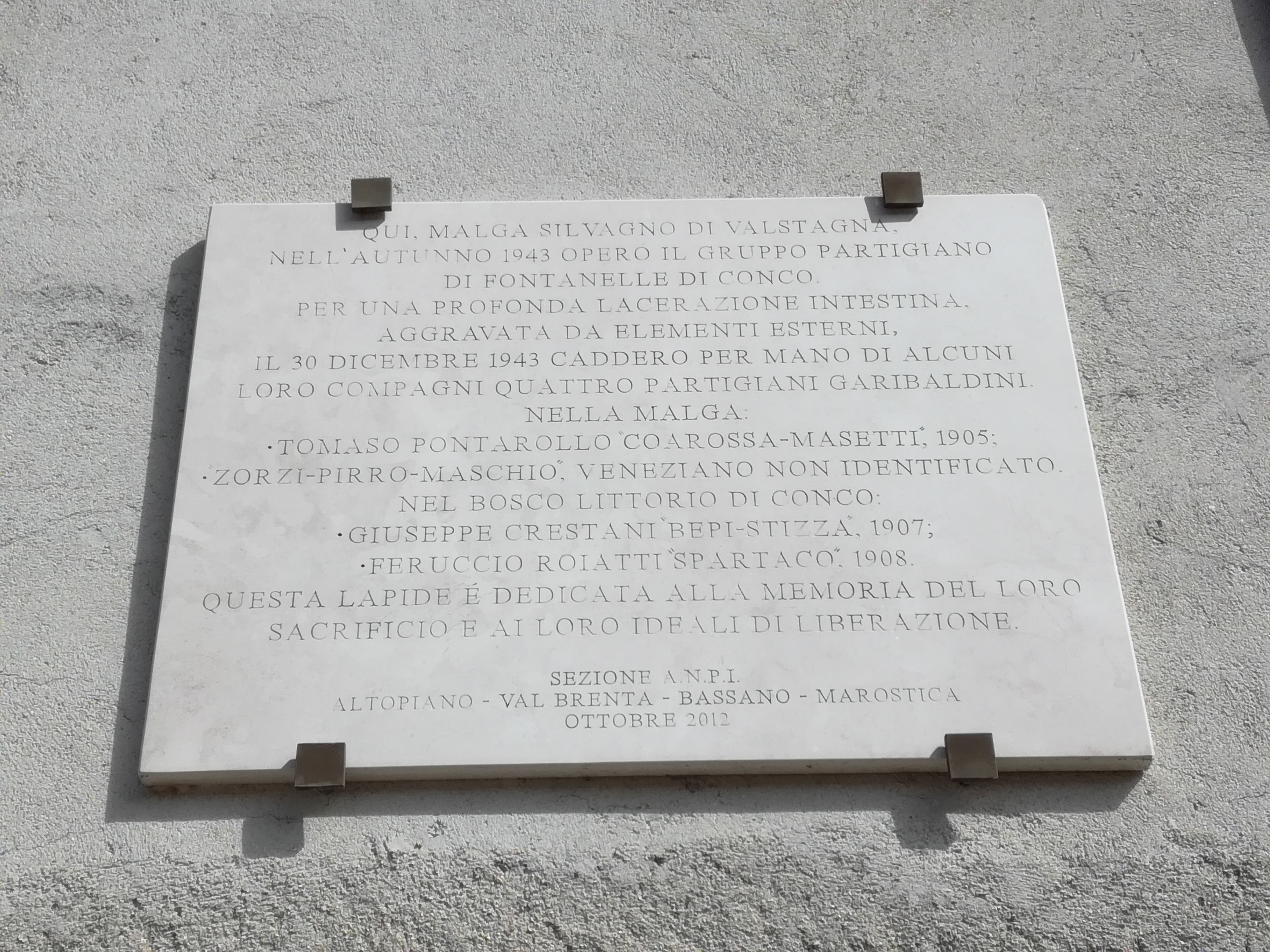
Lapide posta sulla facciata di malga Silvagno

## Contesto storico
I quattro partigiani comunisti erano: 
- Giuseppe Crestani, (36 anni) nato a Duisburg in Germania ma coi genitori originari di Tortima (Conco), ufficiale delle Brigate Internazionali durante la guerra di Spagna,
- Tommaso Pontarollo, (38 anni) nato a Valstagna ed emigrato prima in Francia e poi in Algeria, che aveva successivamente scontato sei anni di confino a Ventotene,
- Ferruccio Roiatti, (35 anni) udinese, reduce da nove anni di carcere duro trascorsi nei penitenziari fascisti,
- Infine un antifascista veneziano, nome di battaglia "Zorzi", pure lungamente perseguitato dal fascismo, la cui identità rimane a tutt'oggi dubbia. Secondo Pierantonio Gios si chiamava Giuseppe Maschio, secondo altri Alvise Zorzi.
I quattro, tutti aderenti alle Brigate Garibaldi (cioè di estrazione comunista) erano stati specificatamente inviati là dalla direzione provinciale del Partito Comunista (con a capo [Ugo] Amerigo Clocchiatti). Fin dal loro arrivo nell'ottobre '43, si erano attivati per cambiare l'ideologia e la strategia del locale distaccamento partigiano di prevalente estrazione badogliana (ovvero cattolica),  che aveva base in una malga sul Monte Cogolin, alle spalle dell'abitato di Fontanelle di Conco. Essi infatti intendevano imprimere al gruppo una condotta in linea con le direttive emanate dal Comando delle Brigate Garibaldi (guidato dal Partito Comunista), che consisteva nell'attuazione di violente azioni ai danni delle truppe di occupazione tedesche e dei militi della R.S.I. Tali azioni erano disapprovate dai partigiani "bianchi", più sensibili alle conseguenti rappresaglie che avrebbero colpito la popolazione civile. Inoltre gli elementi comunisti prospettavano anche azioni contro il clero, ponendosi in aperto contrasto con gli elementi cattolici del gruppo.
La prima azione armata del nuovo gruppo fu attuata il 21/11/1943. Venne assassinato il commerciante Alfonso Caneva, un civile fascista parente dei fratelli Caneva, militari fascisti che comandavano il distaccamento alpini di Asiago. Sembra che la vittima avesse denunciato qualche giorno prima alcuni giovani dell'Altopiano, successivamente deportati in Germania, ma secondo alcuni,  uno dei partecipanti all'esecuzione, Tommaso Pontarollo, aveva vecchi rancori nei confronti della vittima. Il fatto incrinò il precario equilibrio fra moderati e interventisti. Dai primi venne giudicata inaccettabile la prospettiva di una presa di comando del distaccamento da parte dei comunisti.
Il giorno di Santo Stefano sempre del 1943, il quartetto però mise a segno un'altra azione violenta a Valstagna: l'uccisione a sangue freddo di Antonio Faggion, tenente colonnello della G.N.R. di Bassano Del Grappa. L'assassinio causò scalpore e desiderio di ritorsioni, tanto che la 22ª Brigata Nera prese il nome B.N. "A. Faggion". All'attentato però partecipò anche un componente della fazione "badogliana": Luigi Nodari (oppure secondo don P. Gios, Alfredo Munari). 
Dati gli evidenti contrasti interni, i quattro comunisti presero contatto con i partigiani comunisti di Schio per rafforzare la loro fazione, ma i rinforzi "rossi" arriveranno in ritardo perché il 30 dicembre, proprio presso quella malga precedentemente conquistata, Malga Silvagno, i quattro furono uccisi da alcuni partigiani dell'altra fazione arrivati la notte prima. L'ufficiale sanitario di Valstagna, Marino Michieli, trovò i cadaveri di Pontarollo e "Zorzi" legati e incappucciati. Crestani e Roiatti caddero invece qualche ora dopo, sotto le raffiche dei partigiani avversari, lungo la strada che porta alla Malga, a Bosco Littorio in val Biancoia. I loro corpi furono poi gettati nel vicino "Buso del Giasso".
A seguito del fatto la fazione comunista si dissolse rientrando gli altri componenti nel raggruppamento badogliano. La formazione partigiana verrà pochi giorni dopo decimata dal rastrellamento dell'11 gennaio 1944. Decimo Vaccari, Luigi Nodari e Bruno Provolo, fucilati all'interno del Castello inferiore di Marostica il 14 gennaio 1944, sarebbero 3 dei 4 maggiori indiziati dell'eccidio di Malga Silvagno. Il quarto sospettato, Giacomo Passamai, si infiltrò nella Polizia Ausiliaria della questura di Vicenza. Scoperto, fu ucciso dai suoi commilitoni in caserma il 29 novembre 1944. Il PCI aprì varie inchieste ma nell'estate del '46, data la nuova linea politica avviata da Togliatti, l'episodio fu accantonato.

## Cause
Molto è stato ipotizzato sulle cause e sui mandanti dell'uccisione. La tesi più plausibile riguarda la decisione presa dai vertici comunisti (Amerigo Clocchiatti [Ugo]) che, consapevoli del clima di sfiducia e sospetto che permeava il gruppo, avrebbero deciso l' "eliminazione" del comandante partigiano Luigi Nodari definito, nella retorica del linguaggio vetero comunista, "provocatore".
I badogliani lo vennero a sapere. A supporto di tale tesi, nella testimonianza di Trentin "Milo" (uno dei partigiani di ideologia comunista presenti alla strage) non vi è alcun riferimento al fatto che le prime due vittime fossero legate ed incappucciate quando furono uccise (come testimoniato invece dal medico legale). Risulterebbe quindi che detta testimonianza sia stata, per qualche motivo, suggerita.
A quanto sembra infatti gli uccisori interrogarono le vittime prima di fucilarle, allo scopo di conoscere i dettagli ed i mandanti dell'ordine di sopprimere il Nodari, ed anche per avere informazioni circa il potenziale arrivo di altri partigiani rossi da Schio.
Nel dopoguerra le indagini non portarono a nessuna nuova informazione. Lo stesso PCI (che ricordiamo, supportava e dirigeva attivamente le Brigate Garibaldi a cui appartenevano le vittime) non insistette molto per chiarire il caso.  Secondo lo Zorzanello, tale fatto si spiega con la volontà di evitare che uscisse allo scoperto l'"errore" dei vertici comunisti i quali avevano ordinato la soppressione del "provocatore". Tali persone infatti avevano davanti a loro, nel dopoguerra, una potenziale carriera soprattutto politica.
Il ricercatore De Grandis riapre nel 2011 la questione con un suo libro, basandosi anche sulle ricerche dell'asiaghese don Pierantonio Gios, proponendo invece una versione prettamente politica, secondo la quale furono i vertici provinciali dei badogliani (CLN) a decidere l'assassinio dei quattro comunisti, trucidati per mere questioni di potere.